# گندم
گندم (نام علمی: Triticum) از مهم‌ترین غلات است که جزو قوت غالب مردم جهان به‌شمار می‌رود. این گیاه در گونه‌های وحشی و اهلی موجود است و گندم مورد استفاده عمده کشاورزان جهت کاشت،نمونه اصلاح شده توسط محققین آمریکایی است چرا که شکل واقعی گندم امروزی با گندم وحشی که در گذشته استفاده می‌شده کاملا متفاوت است. گندم از گیاهان گلدار تک‌لپه‌ای یک ساله و تیره گندمیان و از خانواده گرامینه‌ها است. این محصول بیشترین مساحت زیر کشت محصولات غذایی را به خود اختصاص داده‌است. (۲۲۰٫۴ میلیون هکتار درسال ۲۰۱۴) تجارت جهانی گندم به تنهایی از مجموع تمام محصولات کشاورزی دیگر بیشتر است. در سال ۲۰۱۶ تولید جهانی گندم ۷۴۹ میلیون تن بوده‌است که باعث شد پس از ذرت این محصول بیشترین غلهٔ تولید شده در جهان باشد. تقاضای جهانی این محصول به دلیل وجود پروتئینی به نام گلوتن در آن، که باعث خاصیت چسبندگی خمیر آن شده و ساخت محصولات فرآوری شده را تسهیل می‌کند، در حال افزایش است.
گندم منبع مهمی از کربوهیدرات است. مصرف گندم کامل باعث دریافت مواد مغذی مختلف و فیبر غذایی می‌شود.
گندم، گل آذین سنبله‌ای دارد. از هر گره آن یک برگ به وجود می‌آید.
سنبلچه گندم متشکل از دو گلوم و سه گلچه است. گاهی تعداد گلچه‌ها به ۹ هم می‌رسد. دانه گندم بین دو پوشش قاشق مانند به نام‌های پوشک بیرونی (لما) و پوشک درونی (پالئا) قرار گرفته‌است. برگ‌های گندم مانند برگ‌های سایر غلات (به جز ذرت و ارزن)، نازک و کم عرض بوده و زبانه‌های کوچکی دارند.

## دانه گندم
مواد تشکیل دهنده دانه گندم شامل زیر میشوند ۷ تا ۱۸ درصد پروتئین (بستگی به نوع گندم دارد)، ۶۰ تا ۷۰ درصد نشاسته، ۲ تا ۲٫۵ درصد سلولز (فیبر خام)، ۱٫۵ تا ۲ درصد چربی و مابقی مرکب از رطوبت و مواد کانی. ظاهر فیزیکی دانه‌های گندم بسیار متنوع است. طول دانه‌های گندم از ۵ تا ۸ میلیمتر، پهنای‌شان از ۲٫۵ تا ۴٫۵ میلی‌متر و وزنشان از ۲۰ تا ۶۰ میلی‌گرم متغیر است. گستره رنگ گندم از بژ یا نخودی (معروف به گندم سفید) تا قرمز قهوه‌ای (معروف به گندم سرخ) است. بسته به عوامل مختلف اجزای تشکیل دهنده اندوسپرم دانه‌ها می‌توانند بافت نرم یا سفتی داشته باشند. ساختار دانه گندم مرکب است از اجزای زیر:
گیاهک یا جوانه یاجنین گندم تقریباً ۵٫۲ درصد وزن دانه را تشکیل می‌دهد و سرشار از چربی و ویتامین‌ها به خصوص ویتامین‌های گروه ب است. ویژگی منحصر به فرد جوانه میزان بالای چربی است. اما به دلیل سهم کم جوانه از کل دانه، درصد چربی کل موجود در دانه کم و بین ۱ تا ۱٫۵ درصد است. از آنجایی که این بخش را معمولاً در تهیه آرد گندم همراه با سبوس جدا می‌کنند، سبوس را نمی‌توان مدت زیادی انبار کرد.
سبوس یا همان پوسته دانه‌  تقریباً ۱۴ درصد از وزن دانه را تشکیل می‌دهد. سبوس را هم همچون گیاهک در مرحله آردسازی از دانه جدا می‌کنند و معمولاً برای خوراک دام مورد استفاده قرار می‌گیرد. سبوس سرشار از سلولز است.
سبوس عملاً از ۷ لایه مجزا تشکیل شده‌است که مهم‌ترین آن‌ها لایه تستا است. تستا محل حضور رنگریزهها به خصوص کارتنوئیدها است، از این جهت این لایه از اهمیت فوق‌العاده بالایی برخوردار است.
آندوسپرم: حاوی مواد نشاسته‌ای دانه گندم است و تقریباً ۸۳ تا ۸۷ درصد از کل دانه را شامل می‌شود. آندوسپرم دارای دانه‌های نشاسته‌ای و مواد پروتئینی است که دانه‌های نشاسته آن به‌وسیله گلوتن که یکی از پروتئین‌های موجود در دانه‌است، بهم چسبیده‌اند به‌طوری‌که ماتریکس پروتئین-نشاسته را تشکیل می‌دهند. میزان گلوتن موجود در دانه بر حسب نوع و نژاد گندم تفاوت می‌کند. لایه‌ای از آندوسپرم درست زیر سبوس واقع شده‌است که آلورون نام دارد. این لایه تک سلولی است که این لایه در فرایند آردسازی جدا می‌شود. آندسپرم بین ۱۰ تا ۱۵ درصد پروتئین دارد و بخش قابل توجهی از آن نشاسته است.
میزان گلوتن گندم است که مرغوبیت آن را تعیین می‌کند. گندم‌های قرمز سخت بهاره و پاییزه گلوتن بیشتری دارند و به همین دلیل، ارزش تهیه نان از آن‌ها بیشتر است. چون خمیر حاصل از آردی که از لحاظ گلوتن غنی است، به دلیل داشتن حالت کشدار، قادر است که گازهای ناشی از تخمیر را بیشتر در خود نگهدارد و برای همین، خمیر بهتر ورآمده و حجمش بیشتر می‌گردد. کیفیت پخت نان به‌طور عمده به دو فاکتور بستگی دارد: کیفیت و کمیت گلوتن خمیرنان.
کمیت گلوتن در ری کردن و افزایش حجم نان مؤثر است. گندم‌هایی که دارای مقدار بیشتری گلوتن هستند، از لحاظ نانوایی نیز کیفیت مطلوبتری دارند. کیفیت گلوتن نمی‌تواند جانشین کمیت آن شود، زیرا گندم‌هایی با کیفیت خوب گلوتن ممکن است آردی که از نظر نانوایی ناپایدار و سست باشد به‌وجود آورند. میزان گلوتن گندم بستگی فراوانی به شرایط آب و هوایی دارد، ولی به کمک اصلاح بذر گندم می‌توان کمیت آن را افزایش داد. شرایط جوی بیش از ارقام مختلف گندم در تغییر میزان مواد سفیده‌ای مؤثر و حداکثر میزان گلوتن را می‌توان در نواحی گرم به دست آورد. آب و هوا به میزان ۷۰ درصد و نوع رقم به میزان ۳۰ درصد در مقدار گلوتن دانه مؤثر است. در نانوایی کیفیت گلوتن نیز مانند کمیت آن قابل اهمیت است. کیفیت گلوتن به استقامت آن در برابر فشار گازهای ایجاد شده از تخمیر و همچنین پایداری آن در مقابل ازدیاد حجم و شل شدن خمیر (بدون آنکه پاره شود) بستگی دارد. به عبارت دیگر خمیر بایستی هنگام خمیرگیری مدتی پایداری کرده و بزودی شل نشود. بدین ترتیب جدار حبابهای هوای داخل خمیر زود پاره نشده و بالنتیجه نان حجم بیشتری پیدا می‌کند. در ورآمدن خمیر بایست تخمیر زیادی صورت گیرد تا مقدار گازهای حاصله فراوانتر شده و حجم نان افزایش یابد.
کیفیت گلوتن گیاه عمدتاً به وسیله پیشینه ژنتیکی آن تعیین می‌شود: کیفیت گلوتن نمی‌تواند به وسیلهٔ تغییرات در شرایط محیط یا با استفاده از کودها تغییر یابد. سطوح بالاتر پروتئین که عمدتاً سبب افزایش کیفیت نانوایی می‌شود، از خوب بودن کیفیت گلوتن حکایت دارد. سطوح بالاتر آن در رقم با کیفیت پائین پروتئین، فقط سبب پیشرفت بسیار محدودی در کیفیت نانوایی می‌شود.
جهت افزایش کیفیت نانوایی آرد باید از یک طرف درصد رشد و نمو را که موجب بهبود کیفیت گلوتن می‌گردد زیاد نمود (مانند کیفیت گندم Manitoba) و از طرف دیگر کمیت گلوتن را با کمک روش‌های به نژادی فزونی داد (برای نمونه در آلمان غربی میزان گلوتن از ۱۹درصد به۲۵–۲۳ درصد افزایش یافته‌است) و بالاخره باید درصد بلغور یا سبوس را کاهش داد(۶٪). همچنین در اثر افزودن نمک طعام (به مقدار کم) به خمیر، ثبات و استحکام گلوتن زیاد می‌شود و تحمل خمیر در هنگام زدن و مخلوط کردن افزایش می‌یابد (غلظت زیاد نمک سبب تضعیف پایداری و استحکام خمیر می‌گردد).
گلوتن از دو جزء گلوتنین (محلول در باز ضعیف) و گلیادین (محلول در الکل نسبتاً قوی) تشکیل شده‌است که گلوتنین عامل چسبندگی خمیر و گلیادین عامل کشسانی خمیر است، برای جداسازی گلوتن از نشاسته از دستگاه گلوتن شوی گلوتامیک استفاده می‌شود و جداسازی گلوتنین و گلیادین با سانتریفیوژ گلوتن در دورهای بالا انجام می‌شود. خمیر خوب خمیری است که دارای مقادیر متناسبی از هر دو جزء باشد. بنابرنظر ایرانی (۱۳۸۵) درصد گلوتن مرطوب باید از ۲۷ کمتر نباشد و شاخص گلوتن (عددکیفیت گلوتن) باید در رنج ۹۰–۵۰ باشد. به‌نظر می‌رسد که در شرایط تنش، به دلیل افزایش شدید انباشت پروتئین‌های گلیادین (پروتئین‌های گلیادین، پروتئین‌های شبه شوک حرارتی بوده و مقاومت گیاه را در برابر تنش‌های غیر زنده بالا می‌برند) و کاهش اندک مقادیر پروتئین‌های گلوتنین، شاخص گلوتن (نسبت گلوتنین به کل گلوتن) با کاهش مواجه شده و در نتیجه قدرت و کیفیت خمیر کاهش یابد.

## انواع گندم
از لحاظ گیاه‌شناسی گندم عضوی از گونه‌های تریتیکوم (Triticum) است که به سه گروه متمایز تقسیم می‌شود و هر گروه تعدادی مشخص کروموزم دارد که تمام خصوصیات ژنتیکی خانواده را با خود دارند.
ژن‌شناسی گندم از بیشتر محصولات دیگر دشوارتر است زیرا برخی از گونه‌های گندم دیپلوئید هستند و دو رشته کروموزوم دارند در حالی که بسیاری از گونه‌های دیگر گندم پلی‌پلوئید هستند و چهار رشته کروموزوم (تتراپلوئید) یا شش تا (هگزاپلوئید) دارند.
- دیپلوئیدها که تنها در مناطق جنگلی و بیابانی هستند و گندمهای تک‌دانه زراعی نیز در این گروه قرار دارند.
- تتراپلوئیدها که به حالت وحشی هستند و گندمهای اِمِر (emer) و دوروم (durum) زراعی در این گروه هستند.
- هگزاپلوئیدها که شامل گندم نان (Triticum aestivum) می‌شوند.[۱۵]

از لحاظ نوع کشت معمولاً گندمها را به دو دسته کلی گندم بهاره و گندم پاییزه تقسیم‌بندی می‌کنند. این دو نوع علاوه بر آن که دانه‌هایشان از نظر رنگ، بافت، شکل و … باهم فرق دارد شرایط رشد و نمو آن‌ها نیز باهم تفاوت می‌کند. این دو نوع گندم را در دو زمان مختلف در سال کشت می‌نمایند. دانه گندم، دارای شیاری است که در طول دانه قرار می‌گیرد. عمق این شیار در گندمهای پاییزه زیاد و در گندمهای بهاره کم است. طرفین این شیار در گندمهای بهاره گرد و در گندمهای پاییزه گوشه‌دار است.
- گندم بهاره: در اوایل بهار کاشته می‌شود. پس از جوانه زدن، گیاه جوان در بهار و اوایل تابستان رشد نموده و محصول آن را تا اواخر تابستان برداشت می‌کنند. گندم بهاره را معمولاً در نواحیی کشت می‌کنند که گندم پاییزه نمی‌تواند در برابر سرمای سخت زمستانی آن مناطق، مقاومت نماید. البته میزان محصول‌دهی گندم پاییزه از بهاره بیشتر است. معمولاً پس از تهیه بذر و زمانی که دمای خاک به یک درجه سانتیگراد بالای صفر رسید، گندم بهاره را می‌کارند. اگر شرایط آب و هوایی اجازه دهد می‌توان گندم را زودتر هم کاشت تا دوره رشد آن طولانی‌تر شده و میزان محصول دهی آن بیشتر شود. گندم پاییزه برای آن که به مرحله گلدهی برسد، باید به مدت طولانی در معرض هوای سرد قرار گیرد. اگر گندم پاییزه را در بهار بکارند، چون دوره سرما را پشت سر نمی‌گذارد، نمی‌تواند گل آذین خوبی تشکیل دهد.
- گندم پاییزه: این نوع گندم در نیم کره شمالی، در فصل پاییز موقعی که دمای خاک از ۱۳ درجه سانتیگراد کمتر باشد کشت می‌شود. ابتدا بذر گندم پاییزه جوانه می‌زند. سپس در فصل زمستان، گیاه به صورت گیاه جوان کوچکی باقی می‌ماند و با آغاز فصل بهار، مجدداً رشد و نمو خود را آغاز می‌کند. معمولاً در یکی از ماه‌های خرداد، تیر یا نهایتاً مرداد، دانه می‌رسد و آماده برداشت می‌شود. گندمهای پاییزه به نسبت گندمهای بهاره ریشه‌های عمیق‌تر و پرپشت‌تری دارند که تا ۲۰۰ سانتیمتر در خاک نفوذ می‌کنند. این امر ناشی از آن است که گندمهای پاییزه فصل رشد طولانی‌تری دارند.

## شرایط مناسب برای رشد گندم
خاک شنی و رسی عمیق با زهکشی خوب، برای رشد گندم مناسب است. اصولاً میزان عملکرد گندم در شرایط دیم (آبیاری با باران)، در خاکهای ریز بافت بیشتر است. چون این قبیل خاکها قادرند آب را بهتر و به مدت طولانی‌تر در خود نگهدارند. اما در شرایط آبی (که کشاورز خود گیاه را آبیاری می‌کند)، معمولاً گندم زیاد تحت تأثیر بافت خاک خود قرار نمی‌گیرد. گندم هم مانند سایر گیاهان نمی‌تواند در خاک خشک جوانه بزند.
گندم بهاره به دلیل ذخیره شدن رطوبت زمستانی در خاک، همواره رطوبت مورد نیاز خود را دارد. اما رطوبت خاک گندمهای پاییزه معمولاً فرایند جوانه‌زنی را با مشکل مواجه می‌نماید. اگر برای جوانه زنی یا رشد اولیه جوانه، خاک رطوبت کافی نداشته باشد بذرها ممکن است بپوسند یا در معرض صدمات ناشی از سرما قرار گیرند.
آب و هوای مناسب برای رشد گندم
شرایط ایدآل برای رشد گندم، آب و هوای خنک در دوره رشد رویشی، آب و هوای معتدل در دوران تشکیل دانه و آب و هوای گرم و خشک در زمان برداشت محصول است؛ بنابراین در مناطقی که زمستانهای سخت دارند، کشت گندم با مشکلاتی از قبیل سرمازدگی زمستانی مواجه می‌شود. البته باید بدانیم که گندم در برابر خشکی مقاومت چندانی ندارد و نمی‌تواند به مدت طولانی، خشکی و کم‌آبی را تحمل نماید. اما قادر است خود را با شرایط خشک تا حدی تطبیق داده و با تشکیل یاخته‌های کوچک‌تر که در نهایت سبب تشکیل برگ‌های کوچک شده و در نتیجه روزنه‌ها کوچک‌تر می‌شود، سطح تعریق را کاهش دهد و از اثرات سوء کم‌آبی تا حدی محفوظ بماند.

## آفات و بیماریهای گیاه گندم

### سِنِ گندم
سن گندم (Eurygaster integriceps) پس از ملخ یکی از خطرناکترین آفات گندم است و سالیانه خسارت زیادی به مزارع گندم وارد می‌سازد.
خسارت سن در دو مرحله مختلف صورت می‌گیرد: درنخستین مرحله و در فصل بهار حشرات کامل به مزارع غلات مخصوصاً گندم روی می‌آورند و با مکیدن شیره سلولی گیاه باعث پژمردگی آن می‌گردند. در مرحله دوم پوره‌ها پس از خروج از تخم روی خوشه‌ها می‌روند و دانه‌ها را نیش زده و از محتوای دانه تغذیه می‌کنند و سبب کوچک شدن دانه می‌شوند. این حشره با نیش زدن دانه‌ها آنزیم پروتئاز را وارد آن‌ها نموده و در نتیجه پروتئین گندم در محل نیش تجزیه شده و گلوتن سیال و آبکی می‌شود که این امر سبب ریختن و ضایع شدن خمیر در هنگام پخت می‌شود و اگر نان به صورت نان حجیم تهیه شود، چون گلوتن قدرت نگهداری گازکربنیک حاصل از تجزیه گلوتن را ندارد و در مغز نان خلل و فرج تشکیل نمی‌شود، مغز این‌گونه نانها اغلب نپخته‌است و حالت پوکی نان سالم را ندارد و در صورت دیدن حرارت بیشتر، سخت و استخوانی می‌شود. بررسیها نشان می‌دهد که بیشترین مقدار تغذیه سن از گندم در زمان ظهور سن‌های نسل جدید بوده و خسارت کیفی سن در مرحله زایشی (عمدتاً در مراحل شیری و خمیری دانه وبا شدت کمتری در مرحله سخت شدن دانه) وارد می‌شود. همچنین گفته می‌شود که زودرسی گیاه و متعاقب آن امکان برداشت زودهنگام محصول، چنانچه سبب عدم همزمانی زمان رسیدگی گیاه با ظهور نسل جدید سن گردد می‌تواند سبب کاهش خسارت کمی وکیفی سن به سنبله‌های گندم گردد. به‌طورکلی درصد سن زدگی گندم از ۲ تا ۳ درصد نباید تجاوز کند. گندمهای با درصد سن زدگی بیش از این مقدار به تنهایی قابل مصرف نبوده و باید با نمونه‌های با کیفیت بالا مخلوط شوند یا اینکه مواد بهبود دهنده مثل اسیداسکوربیک و یا گلوتن به آن‌ها اضافه شود و سپس مورد استفاده قرار گیرند.
امروزه اثبات شده‌است که بین مقدار سختی دانه و درصد سن زدگی دانه‌ها ارتباط معکوس وجود دارد، یعنی هرچه سختی دانه‌ها بیشتر باشد درصد سن زدگی کمتراست، همچنین تنش سبب افزایش درصد سن زدگی می‌شود. برای تعیین درصد سن زدگی ابتدا۱۰۰گرم دانه گندم را وزن کرده، سپس دانه‌های سن زده را جدا و با توزین آن‌ها درصد سن زدگی نمونه را محاسبه می‌کنیم. شایان ذکر است که محل نیش حشره به صورت یک لکه کوچک که اطراف آن به رنگ کرم روشن درآمده، قابل مشاهده و شناسایی است.

### زنگ گندم
زنگ گندم را قارچی به نام Puccinia graminis tritici ایجاد می‌کند. مهم‌ترین بیماری گندم به‌شمار می‌رود که شامل زنگ ساقه، زنگ برگ، زنگ خطی و زنگ نواری می‌شود. شرایط محیطی مساعد برای ایجاد این نوع آفت، آب و هوای گرم تا گرم مرطوب است. تشکیل حفره‌های قرمز یا سیاه که حاوی اسپورهای تولید مثل در سطح ساقه، برگ، غلاف و … از علائم این بیماری هستند. این قارچها از کارایی گیاه در مصرف آب می‌کاهند، بافتهای گیاه را تخریب می‌کنند و تعداد دانه‌های موجود در سنبله را مانند زمانی که گیاه به کمبود آب دچار شده، کاهش می‌دهند.

ورس یا خوابیدگی گندم
ورس ساقه (Lodging) به حالتی گفته می شود که ساقه اصلی از حالت عمودی منحرف شده و ساقه ها روی یکدیگر می خوابند. ورس در غلات موجب تشدید آفات و بیماری ها می شود. به دلیل بالا رفتن میزان حرارت و رطوبت در بین غلات، در این محیط آفات و عوامل قارچی و باکتریایی بهتر می توانند رشد و تکثیر یابند؛ در نتیجه خسارت های جبران ناپذیری را در این گیاهان به وجود می آورند. میزان خسارت ناشی از ورس به عواملی همچون درصد خوابیدگی(چه میزان از گیاهان در مزرعه دچار خوابیدگی شده)، شدت خوابیدگی که می تواند از ورس کم تا شدید باشد و همچنین مرحله ی رشد گیاه که در چه مرحله دچار ورس می شود (پنجه زنی، ساقه رفتن، خوشه دهی، گرده افشانی، گل دادن، دانه بستن، شیری شدن دانه ها) بستگی دارد.
هنگامی که ساقه می شکند، از انتقال آب و مواد غذایی به اندام های هوایی گیاه جلوگیری و در نهایت اندام های هوایی کاملا خشک می شود. زمانی که مزرعه دچار ورس شود پنجه زنی دیرتر از حالت عادی رخ خواهد داد. برداشت محصول نیز دچار مشکل می شود؛ به طوری که حتی اگر محصول به پنجه زنی برسد و دارای خوشه و دانه باشد، باز هم عملا برداشت نخواهد شد.
دلایل ورس یا خوابیدگی گندم
- وزش باد های شدید در درجه اول می تواند موجب ورس یا خوابیدگی در غلات شود. هرگاه باد و باران شدید، توام باشند اثر بیشتری در خوابیدگی غلات خواهند داشت.
- در صورتی که کود های ازت بالا بیش از حد نیاز مصرف شود احتمال ورس یا خوابیدگی در غلات بیشتر خواهد بود.
- آبیاری بیش از حد نرمال نیز رشد رویشی اندام های هوایی را بیشتر خواهد کرد و به دنبال آن احتمال ورس بیشتر خواهد بود.
- زمانی که نور کمی به ساقه ها برسد رشد طولی ساقه ها بیشتر و ساقه ها بلند و نازک خواهد شد که این امر احتمال ورس را زیاد می کند.
- عدم تناسب حجم ریشه نسبت به اندام های هوایی (به دلیل بافت نامناسب خاک، برنامه غذایی غیر اصولی و …) نیز یکی دیگر از دلایل ورس در غلات می باشد.
- یکی دیگری از عواملی که حساسیت گیاه به ورس را افزایش می دهد، بهم خوردن تعادل بین عناصر کربن و نیتروژن در گیاه است. بهم خوردن تعادل و میزان جذب این عناصر در فیزیولوژی گیاه اختلال ایجاد می کند و در نتیجه احتمال ورس افزایش می یابد.
- در برخی مزارع تراکم بالای کاشت و کاشت بیش از اندازه بذر در واحد سطح، ورس را تشدید کرده است.
- باران های شدید و رگباری نیز موجب ورس و خوابیدگی گیاه خواهد شد.
- در بسترهای سست و خیلی پوک به علت عدم استحکام کافی برای نگهداشتن گیاهان، احتمال ورس و خوابیدن گیاه بالا می رود. در این گونه خاک ها، ریشه به راحتی در اثر باد و … از خاک بیرون می آید و گیاه از بین می رود.
- در برخی بیماری های گیاهی مثل بیماری پاخوره گندم، به دلیل اینکه قارچ عامل بیماری به طوقه و ریشه آسیب می زند ورس را به همراه خواهد داشت.
- کاشت ارقام پابلند در مناطق بادخیز نیز احتمال ورس را زیاد می کند.

### سیاهک گندم
سیاهک گندم ناشی از دو قارچ Tilletia caries و Tilletia laevis بوده و یکی از بیماری‌های قارچی گندم است که می‌تواند به صورت سیاهک آشکار، سیاهک برگ، سیاهک پنهان معمولی و … ظاهر گردد. سیاهک پنهان، مهم‌ترین و رایج‌ترین و در عین حال، مخرب‌ترین نوع سیاهک است که خسارت زیادی مخصوصاً به گندم پاییزه وارد می‌آورد.

### پوسیدگی جوانه و ریشه
بیماریهایی هستند که قارچها آن‌ها را به‌وجود می‌آورند. این بیماری‌ها هم خسارات زیادی را به محصول گندم وارد می‌کنند. در گذشته، ضدعفونی نمودن بذر با ترکیبات جیوه‌ای تا حدی از این بیماری‌ها جلوگیری می‌نمود. اما امروزه اغلب از کاربامات و هگزا کلرو بنزن برای نابودی این بیماری‌ها استفاده می‌کنند.

## زمان برداشت محصول
زمان برداشت گندم تحت تأثیر عواملی از جمله بارندگی، رطوبت نسبی، دمای هوا و همچنین رسیدن دانه قرار می‌گیرد. برداشت گندم در ایران از اوایل بهار (در مناطق گرمسیری) آغاز شده و تا اواخر تابستان (در مناطق سردسیری) ادامه دارد. امروزه در سراسر جهان از وسایل مکانیکی خاصی برای برداشت گندم استفاده می‌نمایند، ولی هنوز هم گندم به طریق سنتی که کند و پر هزینه‌است، برداشت می‌شود. در روش سنتی، بوته‌های گندم را از فاصله چند سانتی سطح خاک، درو نموده و به صورت دسته‌های کوچک درمی‌آورند. سپس این دسته‌ها را به خرمنگاه منتقل نموده و طی مراحل خاصی می‌کوبند. زمان صحیح برداشت گندم، وقتی است که رطوبت دانه بین ۱۴ تا ۱۶ درصد باشد.

## محصولات گندم
برخلاف سایر غلات، گندم را می‌توان از طرق مختلف از جمله در تهیه نان، بیسکویت، شیرینی، کیک، پاستا، ماکارونی و… مورد مصرف قرار داد. از گندم در صنایع کاغذسازی، چسبسازی و همچنین در تهیه پودر لباسشویی هم استفاده می‌گردد. از سبوس و کاه آن نیز به عنوان خوراک دام استفاده می‌کنند. انواع مختلف گندم برای مصارف مختلف مورد استفاده قرار می‌گیرند؛ مثلاً گندمهای نرم بهاره یا پاییزه برای مصرف در صنایع بیسکویت سازی، شیرینی‌پزی و کیک‌پزی مناسبند. در حالی که از گندمهای سخت پاییزه و بهاره در نانوایی استفاده بیشتری دارند.

## تاریخچه کشت گندم
«در حدود پنج هزار سال پیش از میلاد مردم غارنشین فلات ایران بر اثر تغییراتی که از لحاظ آب و هوا و تشکیل مزارع و چمنزارها به وجود آمد به دشت‌ها روی آوردند و زندگی تازه‌ای را آغاز کردند و در تمدن آن‌ها نسبت به دوران‌های پیشین پیشرفت بیشتری دیده شد. قدیمی‌ترین مردم دشت‌نشین، مردم محل سیلک (Sialk) نزدیک کاشان بودند که آثار زندگی ایشان را در آن‌جا به دست آورده‌اند. ..... تحقیقاتی که در محل مزبور انجام گرفته‌است نشان می‌دهد که مردم فلات ایران به امر کشاورزی پرداختند و حیوانات اهلی را نیز پرورش دادند. در هزاره چهارم پیش از میلاد مردم دشت‌نشین فلات ایران در کار زندگی پیشرفت بیشتری کردند … در این دوره تجارت نیز رو به پیشرفت نهاد. اما دادوستد بیش‌تر مربوط به محصولات کشاورزی مانند گندم و جو بود. مسئله دیگر که اهمیت دارد این است که کشت گندم و جو نخستین بار در ایران متداول شد.»
از حفاریهای باستانشناسی چنین برداشت می‌شود که منشأ کشت گندم یا در شامات یا کمی دورتر به سمت شمال در امتداد بخش جنوبی آناتولی بوده‌ است. کشت گندم از شامات به مصر و از شمال میانرودان به ایران گسترش یافت. در ایران گندم نان برای نخستین بار تکامل یافت. گندم نان از ایران به همه سو، به جنوب بین‌النهرین، هندوستان، ، روسیه و از آنجا به چین و جنوب روسیه گسترش یافت. در مصر باستان ۲۶٬۰۰۰ تا ۳۰٬۰۰۰ کیلومتر مربع زیر کشت گندم بوده‌ است.

## ارزش غذایی
|                            | پروتئین | پروتئین | ویتامین‌ها | ویتامین‌ها | ویتامین‌ها | ویتامین‌ها | ویتامین‌ها | ویتامین‌ها | ویتامین‌ها | ویتامین‌ها | ویتامین‌ها | ویتامین‌ها | ویتامین‌ها | ویتامین‌ها | ویتامین‌ها | کانی‌ها (مواد معدنی) | کانی‌ها (مواد معدنی) | کانی‌ها (مواد معدنی) | کانی‌ها (مواد معدنی) | کانی‌ها (مواد معدنی) | کانی‌ها (مواد معدنی) | کانی‌ها (مواد معدنی) | کانی‌ها (مواد معدنی) | کانی‌ها (مواد معدنی) | کانی‌ها (مواد معدنی) |
| غذا                        | درصد DV | Q       | A         | B1        | B2        | B3        | B5        | B6        | B9        | B12       | Ch.       | C         | D         | E         | K         | Ca                  | Fe                  | Mg                  | P                   | K                   | Na                  | Zn                  | Cu                  | Mn                  | Se                  |
| درصد کاهش ارزش بر اثر پختن |         |         | ۱۰        | ۳۰        | ۲۰        | ۲۵        |           | ۲۵        | ۳۵        | ۰         | ۰         | ۳۰        |           |           |           | ۱۰                  | ۱۵                  | ۲۰                  | ۱۰                  | ۲۰                  | ۵                   | ۱۰                  | ۲۵                  |                     |                     |
| -------------------------- | ------- | ------- | --------- | --------- | --------- | --------- | --------- | --------- | --------- | --------- | --------- | --------- | --------- | --------- | --------- | ------------------- | ------------------- | ------------------- | ------------------- | ------------------- | ------------------- | ------------------- | ------------------- | ------------------- | ------------------- |
| ذرت                        | ۲۰      | ۵۵      | ۱         | ۱۳        | ۴         | ۱۶        | ۴         | ۱۹        | ۱۹        | ۰         | ۰         | ۰         | ۰         | ۰         | ۱         | ۱                   | ۱۱                  | ۳۱                  | ۳۴                  | ۱۵                  | ۱                   | ۲۰                  | ۱۰                  | ۴۲                  | ۰                   |
| برنج                       | ۱۴      | ۷۱      | ۰         | ۱۲        | ۳         | ۱۱        | ۲۰        | ۵         | ۲         | ۰         | ۰         | ۰         | ۰         | ۰         | ۰         | ۱                   | ۹                   | ۶                   | ۷                   | ۲                   | ۰                   | ۸                   | ۹                   | ۴۹                  | ۲۲                  |
| گندم                       | ۲۷      | ۵۱      | ۰         | ۲۸        | ۷         | ۳۴        | ۱۹        | ۲۱        | ۱۱        | ۰         | ۰         | ۰         | ۰         | ۰         | ۰         | ۳                   | ۲۰                  | ۳۶                  | ۵۱                  | ۱۲                  | ۰                   | ۲۸                  | ۲۸                  | ۱۵۱                 | ۱۲۸                 |
| دانه سویا                  | ۷۳      | ۱۳۲     | ۰         | ۵۸        | ۵۱        | ۸         | ۸         | ۱۹        | ۹۴        | ۰         | ۲۴        | ۱۰        | ۰         | ۴         | ۵۹        | ۲۸                  | ۸۷                  | ۷۰                  | ۷۰                  | ۵۱                  | ۰                   | ۳۳                  | ۸۳                  | ۱۲۶                 | ۲۵                  |
| نخود کفتری                 | ۴۳      | ۹۱      | ۱         | ۴۳        | ۱۱        | ۱۵        | ۱۳        | ۱۳        | ۱۱۴       | ۰         | ۰         | ۰         | ۰         | ۰         | ۰         | ۱۳                  | ۲۹                  | ۴۶                  | ۳۷                  | ۴۰                  | ۱                   | ۱۸                  | ۵۳                  | ۹۰                  | ۱۲                  |
| سیب‌زمینی                   | ۴       | ۱۱۲     | ۰         | ۵         | ۲         | ۵         | ۳         | ۱۵        | ۴         | ۰         | ۰         | ۳۳        | ۰         | ۰         | ۲         | ۱                   | ۴                   | ۶                   | ۶                   | ۱۲                  | ۰                   | ۲                   | ۵                   | ۸                   | ۰                   |
| سیب‌زمینی شیرین             | ۳       | ۸۲      | ۲۸۴       | ۵         | ۴         | ۳         | ۸         | ۱۰        | ۳         | ۰         | ۰         | ۴         | ۰         | ۱         | ۲         | ۳                   | ۳                   | ۶                   | ۵                   | ۱۰                  | ۲                   | ۲                   | ۸                   | ۱۳                  | ۱                   |
| اسفناج                     | ۶       | ۱۱۹     | ۱۸۸       | ۵         | ۱۱        | ۴         | ۱         | ۱۰        | ۴۹        | ۰         | ۴٫۵       | ۴۷        | ۰         | ۱۰        | ۶۰۴       | ۱۰                  | ۱۵                  | ۲۰                  | ۵                   | ۱۶                  | ۳                   | ۴                   | ۶                   | ۴۵                  | ۱                   |
| شوید                       | ۷       | ۳۲      | ۱۵۴       | ۴         | ۱۷        | ۸         | ۴         | ۹         | ۳۸        | ۰         | ۰         | ۱۴۲       | ۰         | ۰         | ۰         | ۲۱                  | ۳۷                  | ۱۴                  | ۷                   | ۲۱                  | ۳                   | ۶                   | ۷                   | ۶۳                  | ۰                   |
| هویج‌ها                     | ۲       |         | ۳۳۴       | ۴         | ۳         | ۵         | ۳         | ۷         | ۵         | ۰         | ۰         | ۱۰        | ۰         | ۳         | ۱۶        | ۳                   | ۲                   | ۳                   | ۴                   | ۹                   | ۳                   | ۲                   | ۲                   | ۷                   | ۰                   |
| گوآوا یا زیتون محلی        | ۵       | ۲۴      | ۱۲        | ۴         | ۲         | ۵         | ۵         | ۶         | ۱۲        | ۰         | ۰         | ۳۸۱       | ۰         | ۴         | ۳         | ۲                   | ۱                   | ۵                   | ۴                   | ۱۲                  | ۰                   | ۲                   | ۱۱                  | ۸                   | ۱                   |
| پاپایا                     | ۱       | ۷       | ۲۲        | ۲         | ۲         | ۲         | ۲         | ۱         | ۱۰        | ۰         | ۰         | ۱۰۳       | ۰         | ۴         | ۳         | ۲                   | ۱                   | ۲                   | ۱                   | ۷                   | ۰                   | ۰                   | ۱                   | ۱                   | ۱                   |
| کدو تنبل                   | ۲       | ۵۶      | ۱۸۴       | ۳         | ۶         | ۳         | ۳         | ۳         | ۴         | ۰         | ۰         | ۱۵        | ۰         | ۵         | ۱         | ۲                   | ۴                   | ۳                   | ۴                   | ۱۰                  | ۰                   | ۲                   | ۶                   | ۶                   | ۰                   |
| روغن آفتابگردان            | ۰       |         | ۰         | ۰         | ۰         | ۰         | ۰         | ۰         | ۰         | ۰         | ۰         | ۰         | ۰         | ۲۰۵       | ۷         | ۰                   | ۰                   | ۰                   | ۰                   | ۰                   | ۰                   | ۰                   | ۰                   | ۰                   | ۰                   |
| تخم‌مرغ                     | ۲۵      | ۱۳۶     | ۱۰        | ۵         | ۲۸        | ۰         | ۱۴        | ۷         | ۱۲        | ۲۲        | ۴۵        | ۰         | ۹         | ۵         | ۰         | ۵                   | ۱۰                  | ۳                   | ۱۹                  | ۴                   | ۶                   | ۷                   | ۵                   | ۲                   | ۴۵                  |
| شیر                        | ۶       | ۱۳۸     | ۲         | ۳         | ۱۱        | ۱         | ۴         | ۲         | ۱         | ۷         | ۲٫۶       | ۰         | ۰         | ۰         | ۰         | ۱۱                  | ۰                   | ۲                   | ۹                   | ۴                   | ۲                   | ۳                   | ۱                   | ۰                   | ۵                   |

درصد کاهش ارزش بر اثر پختن : حداکثر کاهش درصدی ارزش‌های غذایی به دلیل جوشیدن بدون در نظر گرفتن گروه گیاه‌خواری حاوی شیر و تخم مرغ (ovo-lacto-vegetables group).

## تولیدکنندگان گندم
| چین | ۱۳۶٬۹۰۰٬۰۰۰ |
| هند | ۱۰۹٬۶۰۰٬۰۰۰ |
| روسیه | ۷۶٬۱۰۰٬۰۰۰  |
| ایالات متحده آمریکا | ۴۴٬۸۰۰٬۰۰۰  |
| فرانسه | ۳۶٬۶۰۰٬۰۰۰  |
| اوکراین | ۳۲٬۲۰۰٬۰۰۰  |
| استرالیا | ۳۱٬۹۰۰٬۰۰۰  |
| پاکستان | ۲۷٬۵۰۰٬۰۰۰  |
| کانادا | ۲۲٬۳۰۰٬۰۰۰  |
| آلمان | ۲۱٬۵۰۰٬۰۰۰  |
| ترکیه | ۱۷٬۶۰۰٬۰۰۰  |
| آرژانتین | ۱۷٬۶۰۰٬۰۰۰  |
| بریتانیا | ۱۴٬۰۰۰٬۰۰۰  |
| لهستان | ۱۱٬۹۰۰٬۰۰   |
| قزاقستان | ۱۱٬۸۰۰٬۰۰۰  |
| رومانی | ۱۰٬۴۰۰٬۰۰۰  |
| ایران | ۱۰٬۱۰۰٬۰۰۰  |
| مصر | ۹٬۰۰۰٬۰۰۰   |
| اسپانیا | ۸٬۶۰۰٬۰۰۰   |
| برزیل | ۷٬۹۰۰٬۰۰۰   |
| در کل دنیا | ۷۷۰٬۹۰۰٬۰۰۰ |
| No symbol = official figure, P = official figure, F = FAOSTAT ۲۰۰۷، * = Unofficial/Semi-official/mirror data, C = Calculated figure A = Aggregate (may include official, semi-official or estimates); Source: Food And Agricultural Organization of United Nations: Economic And Social Department: The Statistical Division |             |

تولیدکنندگان بزرگ گندم در ایران، استان فارس در شهرهای [[قیروکارزین]] اقلید، فسا و مرودشت مهم‌ترین تولیدکنندگان گندم در ایران هستند.
استان خوزستان نیز تولیدکنندهٔ عمدهٔ گندم ایران است.

## رنگ گندم
- رابطه رنگ با واریته گندم

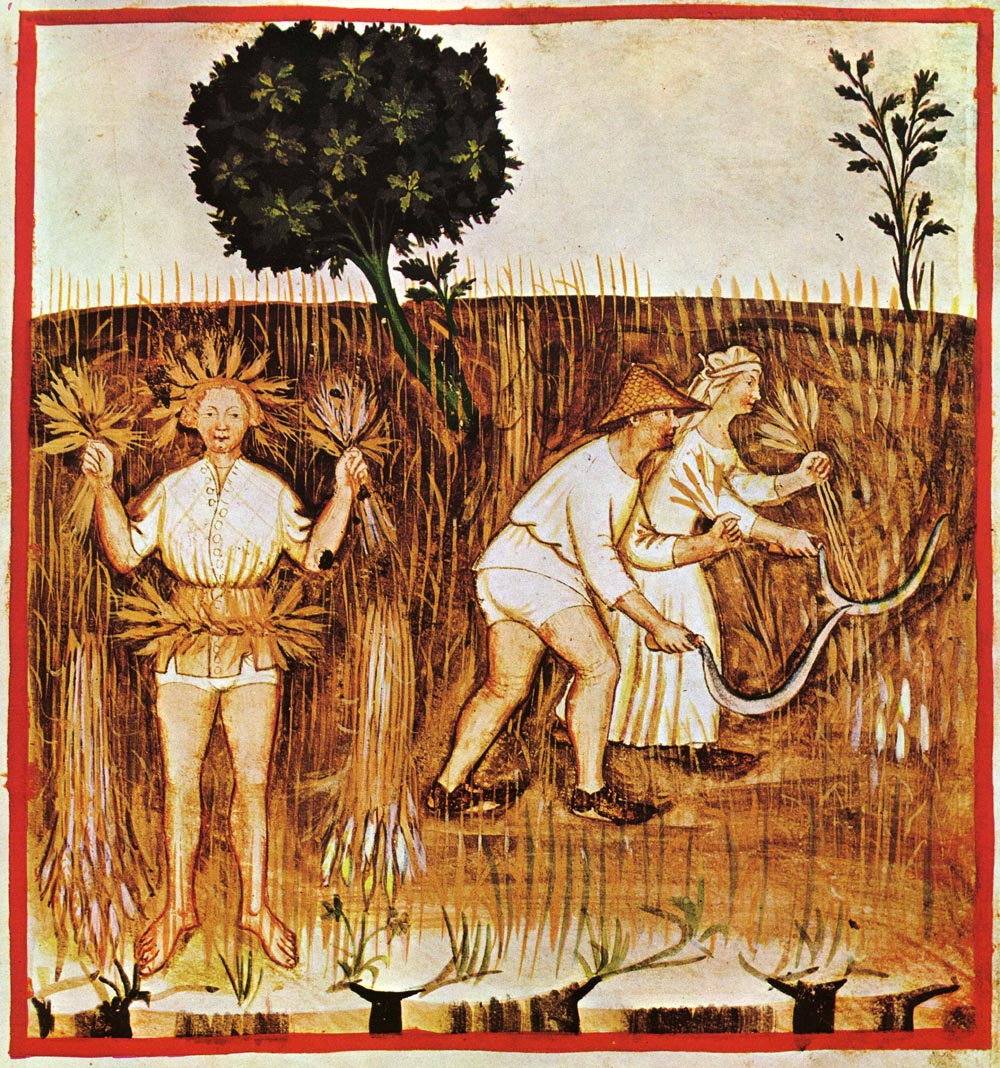
نقاشی از کشت گندم، سده ۱۴ م

رنگیزه‌های موجود در لایه تستا در واریته‌های مختلف متفاوت است.
به‌طور مثال؛ واریته بزوستایا قرمز رنگ و واریته روشن سفید رنگ است.
- رابطه رنگ با نوع گندم

برخی دانه‌های گندم نرم و برخی سخت‌اند. رنگ گندم می‌تواند ملاکی برای تعیین نرمی و سختی گندم باشد. به‌طوری‌که عموماً گندم‌های قرمز داری مقطع شیشه‌ای هستند در نتیجه سخت اند و گندم‌های سفید دارای مقطع آردی می‌باشند و در نتیجه نرم‌اند.
- رابطه رنگ با قیمت گندم

عموماً گندم‌های قرمز سختر و گران‌قیمت تر از گندم‌های سفید هستند.
- رابطه رنگ با کیفیت

کیفیت گندم در درجه اول تابع کیفیت و کمیت پروتئین آن است. عموماً گندم‌های قرمز رنگ از کیفیت بالاتری نسبت به گندم‌های سفید برخوردار هستند.